# Enag
Enag is een historisch Duits merk van motorfietsen.
De bedrijfsnaam was: Erle & Nestler AG, Maschinenfabrik, Nürnberg.
Erle & Nestler zorgden feitelijk voor de financiële ondersteuning van Theo Steininger. Die ontwikkelde een prototype van een watergekoelde tweetaktmotor van ongeveer 350 cc. Het eerste seriemodel werd in 1924 tijdens de Leipziger Messe gepresenteerd. Het koelsysteem was tamelijk afwijkend. In plaats van een radiateur bevond zich boven de cilinder een soort waterketel, die van koelribben was voorzien. Het koelwater liep via eveneens geribde leidingen naar de cilinder. De machine had toen nog riemaandrijving, maar in 1925 was die vervangen door kettingaandrijving. In dat jaar eindigde de productie, voor zover ze al op gang was gekomen.